# Les Charbonnières
Les Charbonnières es una localidad del municipio de Le Lieu en el valle de Joux (cantón de Vaud, Suiza). 
El pueblo cuenta con 367 habitantes y se sitúa al borde del lago Brenet y del lago de Joux. El pueblo es conocido por ser la cuna del queso  Vacherin Mont-d'Or, un queso blando solo producido entre los meses de agosto y marzo.